# Herbert Lori
Herbert Lori (* 7. April 1934; † 26. Juni 2015) war ein deutscher Basketballtrainer und -spieler.

## Leben
Lori spielte in den 1950er Jahren für die Basketballnationalmannschaft der Deutschen Demokratischen Republik. Er studierte an der Deutschen Hochschule für Körperkultur (DHfK) und spielte für die Basketballmannschaft der Hochschule. 1956 legte er an der DHfK seine Abschlussarbeit („Die Bedeutung und die Methodik zur Erlernung des Sperrens im Basketball“) vor.
Ab 1960 war er als Trainer tätig und betreute die Herrenmannschaft des ASK Vorwärts Halle (später ASK Vorwärts Leipzig), dann von 1970 bis 1985 die HSG KMU Leipzig. Der beruflich als Hochschullehrer tätige Lori führte seine Mannschaften zu elf DDR-Meistertiteln, in der Saison 1967/68 erreichte der ASK Vorwärts Leipzig unter Loris Leitung als Trainer das Halbfinale des Europapokals der Pokalsieger. Dort schied seine Mannschaft gegen Slavia Prag aus. Er war Mitglied des Trainerrates des DDR-Basketballverbandes.
Lori brachte sich nach dem Ende der DDR unter anderem als Mitglied der Lehr- und Trainerkommission des Deutschen Basketball Bundes (DBB) ein und war im Vorstand des Basketballverbandes Sachsen vertreten. Im Dezember 2007 wurde er im Rahmen der „Teamwork“-Initiative des DBB für seine ehrenamtliche Tätigkeit ausgezeichnet.
Lori war Ehrenmitglied des USC Leipzig und wurde als „herausragende Persönlichkeit des sächsischen Basketballs“ bezeichnet.